# Genètica del desenvolupament
La genètica del desenvolupament és la part de la genètica que estudia com a partir d'una cèl·lula apareix un organisme complet a nivell intracel·lular i a nivell dels gens i la seva expressió o no expressió. El desenvolupament d'un individu multicel·lular ocorre a partir d'un zigot que prolifera mitjançant mitosi i mitjançant el procés de diferenciació cel·lular. En un principi totes les cèl·lules que constitueixen l'embrió poden convertir-se en qualsevol tipus cel·lular, ja que són cèl·lules amb totipotència, però en la majoria dels individus, després d'algunes divisions de l'embrió, cada cèl·lula determina a quin tipus cel·lular correspondrà i ja no podrà tornar a formar un altre tipus de cèl·lula. Els sis principals organismes model emprats per estudiar el desenvolupament són Escherichia coli (bacteri de l'intestí), Saccharomyces cerevisiae (llevat de la cervesa), Caenorhabditis elegans (nematode), Drosophila melanogaster (mosca de la fruita), Arabidopsis thaliana (planta brassicàcia) i Mus musculus (ratolí). Gens relacionats amb el desenvolupament són, per exemple: homeobox, gens homeòtics, gens hox, gens parahox, gen pax o el gen tinman (Csh) controla el desenvolupament del cor tant en Drosophila com en vertebrats.

## Etapes primerenques en animals
- Fecundació: per fusió de dos gàmetes sorgeix el zigot que acabarà formant un organisme. Dins la fecundació hi ha les fases d'aproximació, activació de l'ovòcit, penetració i amfimixi (en mamífers)
- Segmentació:mitjançant divisions per mitosi es formen primer blastòmers que baixen a l'úter. Divisions successives originen la mòrula i finalment la blàstula. Després de la segmentació ocorre la compactació. Finalment es forma la placenta
- Gastrulació: es formen les tres fulles embrionàries: ectoderma, mesoderma i endoderma.
- Organogènesi: l'embrió experimenta l'organització estructural, es delimiten els òrgans.
- Histogènesi: diferenciació de teixits: epitelial, glandular, conjuntiu, sanguini, muscular i nerviós.